# Lycidola felix
Lycidola felix är en skalbaggsart som beskrevs av Waterhouse 1880. Lycidola felix ingår i släktet Lycidola och familjen långhorningar. Inga underarter finns listade i Catalogue of Life.